# Kpataba
Kpataba è un arrondissement del Benin situato nella città di Savalou (dipartimento delle Colline) con 11.060 abitanti (dato 2006).